# Carl Hammer
Carl Frederik Christian Hammer (8. maj 1855 i København – 14. august 1925 i Hellerup) var en dansk xylograf.
Han var søn af mel- og grynhandler, rugbrødsbager Carl Frederik Hammer og Louise Eleonora Hummelgaard. Hammer blev uddannet som xylograf, gik på Det tekniske Selskabs Skole 1871-74 og i Kunstakademiets almindelige forberedende klasse fra januar til oktober 1874. 
Efter anbefaling fra maleren Constantin Hansen fik Carl Hammer stipendium fra Den Reiersenske Fond og rejste til udlandet, først til London, hvor han var 1876-77, dernæst til Paris, hvor han var 1878, og hvor han arbejdede han sammen med xylografen H.P. Hansen hos C.L. Sandberg. I Paris mødte han desuden P.S. Krøyer og Holger Drachmann.
Hjemvendt til Danmark var Hammer i mange år beskæftiget ved Ugens Nyheder og leverede ugentlige billeder helt frem til sin død. Hammer har også udført bogillustrationer. 
Hammer blev gift 25. november 1881 i København med Jacobine Eleonora Petersen (28. juni 1858 smst. – 5. februar 1924 smst.), datter af smedemester Jacob Petersen og Juliane Eleonora Berg. 
Han er begravet på Hellerup Kirkegård.

## Værker
- Tegnet portræt af Jørgen Sonne (1883, Den Kongelige Kobberstiksamling)
- Adskillige portrætter af især sin samtids forfattere og kunstnere, f.eks. Otto Bache (1883), Fredrik Bajer (1883), Herman Bang (1881), Christian Barnekow (1883), Christen Berg (1882) Peter Bojsen (1883 og 1888), Balthazar Christensen (1882 og 1883), Godfred Christensen (1883), Rasmus Claussen (1883), Ludvig Gade (1886), Leocadie Gerlach, Karl Gjellerup (1883), C.F.E. Horneman (1883), Emil Horneman, Henning Jensen (1883), Elisabeth Jerichau Baumann, Peter Lindegaard (1883), Jens Lund (1883), Frederik Madsen (1882), Johannes Nellemann (1884, efter Georg Pauli), N.F. Ravn (1882), Vilhelm Rode (1886), Peter Willemoes, Jeppe Tang (1883) og Ernst Trier (1884) (Det Kongelige Bibliotek)